# Альковен

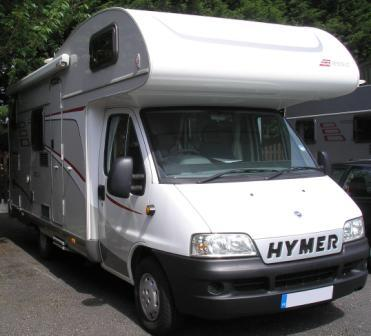
Альковен компании «Hymer»

Альковен (автодом альковного типа) — средство передвижения, отдыха и проживания, построенное на базе серийного грузового автомобиля. Может быть оснащён всем необходимым для комфортного проживания и передвижения: спальными местами, кухней с газовой плитой на несколько конфорок, туалетом и душем, кондиционером и отопительным оборудованием, спутниковой системой телевидения и музыкальным центром.
Автодома этого типа отличаются от всех остальных характерной надстройкой над водительской кабиной — альковом, в котором размещается дополнительная двуспальная кровать, в результате высота такого автомобиля составляет не ниже трёх метров. Максимальная загрузка такой машины — семь человек.